# Gare d’Ostricourt
Gare d'Ostricourt – przystanek kolejowy w Ostricourt, w departamencie Nord, w regionie Hauts-de-France, we Francji.
Został otwarty w 1885 przez Compagnie des chemins de fer du Nord. Jest przystankiem kolejowy Société nationale des chemins de fer français (SNCF) obsługiwanym przez pociągi TER Nord-Pas-de-Calais.